# Dalupproret 1743
Dalupproret 1743 (även stora daldansen, dalaupproret, eller fjärde dalupproret) var en upprorsrörelse som 1743 kom till utbrott i Dalarna. Den hade sin orsak i allmogens missnöje med frihetstidens ”herreregering”. Detta missnöje var ännu starkare i Dalarna än i andra trakter, bland annat till följd av att hattpartiet infört inskränkningar i dalkarlarnas fria varuutbyte med Norge.

## Bakgrund
Det hade länge funnits ett missnöje hos allmogen mot frihetstidens ”herrevälde”, där böndernas inflytande var minimalt och där de upplevde att tidigare enväldiga monarker åtminstone lyssnat på deras krav. Svåra år, bland annat en rödsotsepidemi, samt missväxt 1742 och förbudet mot att köpa livsmedel i Norge vilket ledde till svält bidrog till att ytterligare  öka missnöjet. 1741–1743 års nesliga ryska krig och frågan om tronföljden efter Fredrik I var de närmaste anledningarna till utbrottet. Ett parti vid krigshären i Finland hade nämligen yrkat att man genom att till tronföljare utse ryska kejsarinnan Elisabets systerson, hertig Karl Peter Ulrik av Holstein, skulle söka nå en snar och dräglig fred. Denna tanke hade funnit livlig anklang i Dalarna och förbands där med planen att genom en resning åstadkomma en förändring i statsskicket.
Hertigen utsågs emellertid till rysk tronföljare, och dalkarlarna, liksom större delen av rikets övriga allmoge, vände då sin håg till danske kronprinsen Fredrik (sedermera Fredrik V). Framtvingandet av hans val och av en sträng räfst med generalerna, vilka man tillskrev olyckorna i kriget och i synnerhet det för Dalregementet särdeles blodiga nederlaget i slaget vid Villmanstrand 1741, blev resningens närmaste mål.

## Utbrottet

”Budkafla till allmänt opbod för Hedemora Sochn, att hwar och EEn, som kan bara Gewär skall innom tålf tijmars tijd, bewäpnad och försedd med åtta dagars Kåst inställa sig wijd den wahnliga Socknens mötesplatz, och under dhe förordnade Officerars samt Crono Betienters anföhrande opbryta samt aftåga dherifrån till Sambleplatz. Den sadant utan laga förfall efftersätter eller denna Budkafla nederlägger, skall som en otrogen Konungens Vndersåtare & Rijksens Förrädare achtas och ansees”.

Redan i början av 1742 förspordes betänkliga rörelser i socknarna kring Siljan, och på en sockenstämma i Leksand 30 maj diskuterades uppror. Även i övriga delar av landet förekom upprorstendenser, och dalkarlarna hade delvis kontakter med dessa rörelser. I maj 1742 uppstod ett myteri bland rekryter från Dalarna i Stockholm. Sommaren 1742 protesterade allmogen i Södermanland och Närke, liksom i östra delarna av Västmanland och västra delarna av Uppland mot utskrivningar av soldater, och föreslog i stället en allmän beväpning av bönderna.
Efter utfärdandet av riksdagskallelsen samma år samlade sig dalallmogen den 21 juli egenmäktigt till allmänt landsting i Falun. Där uppsattes riksdagsbesvären och utsågs en av de skrytsammaste bönderna, Skinnar Per Andersson från Sollerön, till riksdagsombud för en stor del av länet. I januari 1743 beslutade bönderna i Järvsö och Färila socknar i Hälsingland, ledda av Anders Persson i Öja, Järvsö socken att hindra sina soldaters utmarsch. Man skickade två delegater till Leksand för att få deras stöd, men fick till svar att man måste höra övriga socknars inställning innan man kunde fatta något beslut. På ett möte i Segerstad 15 februari enades hälsingarna om att vägra lämna ut sina soldater, och krävde i stället att allmogen skulle beväpnas bättre till landskapets försvar. Man krävde även vissa skattelindringar som hjälp till de som drabbats av missväxten. Landshövding Erik Odelström uppfångade rapporter om budkavlarna och försökte förmana bönderna utan resultat. Det gjorde att man beslutade skjuta upp soldatutskrivningen.
8 mars talade en deputation av bönder från övre Dalarna inför riksdagen och framförde allmogens åsikter i tronföljdsfrågan och om kriget mot Ryssland. I mitten av mars förklarade en gemensam delegation från Dalarna och Hälsingland för riksdagen att de inte skulle låta sina soldater gå ut i kriget förrän generalerna blivit straffade, och yrkade på danske kronprinsens val till tronföljare. Länets landshövding, Carl Gustaf Wennerstedt, som på ett nytt landsting i Leksand den 12 april 1743 kungjort regeringens befallning om regementets uppbrott, undgick med möda misshandel. När han kort därefter förnyade uppbrottsorderna och lät sända ut ett varningsbrev att läsas upp i alla Dalarnas kyrkor 15 maj kom oroligheterna till utbrott.
I Hälsingland lyckades man dock bryta motståndet. Med början i april började man där sockenvis sända iväg soldaterna, och trots försök att hindra det hela kunde man med våld se till att de blev avsända, och 5 maj 1743 rapporterades hela Hälsinge regemente ha avtågat. Liknande proteströrelser förekom i Uppland och Västmanland, 15 mars 1743 stoppades Salbergs kompani av Västmanlands regemente vid Gästre i Fröshults socken av allmoge ledda av Fredrik Jansson från Torstuna. Slagsmål uppstod och först sedan soldaterna fått order om att ladda skarpt drog sig allmogen tillbaka.
Beslut om resning fattades den 30 maj 1743 i Mora, och därifrån blev genom budkavlar invånarna i hela övre Dalarna kallade att gå man ur huse. Soldaterna gjorde ett med bönderna, och den 8 juni inryckte upprorshären i Falun, där den erhöll en fast organisation. Skinnar Per Andersson uppträdde som ledare, men högsta befälet tillerkändes en bokhållare vid Insjö kopparverk (i Ål), Gustaf Schedin, till militär rådgivare utsågs majoren Vilhelm Gustaf Wrangel vid Dalregementet.

## Marschen mot Stockholm
Efter att ha ur kronans och bergslagets förråd försett sig med vapen och proviant bröt bönderna den 11 juni upp mot Stockholm, medförande landshövdingen och några andra ståndspersoner såsom fångar. Sockenborna i de områden som passerades gav huvudsakligen sitt stöd till bönderna, bland stadsborgarna var det ibland sämre, såsom i Sala där borgarna tvangs att sörja för proviant och skjuts och hotades med hämnd, om de inte deltog i resningen. I vissa städer såsom i Västerås och Uppsala insamlades på frivillig väg stora mängder förnödenheter till dalahären. Uppsalaborgarnas proviant, som inte hann ifatt dalkarlarna sändes med stadens kavalleri till Bålsta för de upproriskas återtåg. För övrigt iakttogs god disciplin. Från Västmanland erhöll man 850 man trupper från de olika socknarna, endast från sydöstra Västmanland valde man att enbart skicka delegerade. Av dessa hann dock endast omkring 270 man fram innan upprorsarmén besegrades. Regering och ständer sökte  förmå de upproriska att vända om – genom att sända  en deputation, som mötte dem i Sala, men skaran fortsatte att tränga fram mot Stockholm.
På morgonen den 20 juni rörde sig böndernas långa tåg framåt på landsvägen norr om Stockholm. Tusentals personer deltog, väpnade med bössor och spikklubbor och stänger med avbrutna liar på, iklädda sockendräkter med flygande fanor. I spetsen red Schedin "med ett stort svärd vid sidan och pistoler vid sadeln", enligt Axel von Fersen, som på kungens befallning travat upprorsmännen till mötes för att hejda dem. Kung Fredrik I kom själv ridande en bit efter Fersen.
När Fersen framförde kungens befallning med orden "Halt! Konungen kommer!" blev Schedin enligt Fersen alldeles vit i ansiktet "som ett lärft". Han tillkallade de olika socknarnas anförare, och efter en stunds rådplägning åtlydde han Fersens anmaning och red kungen till mötes. Om mötet mellan de två berättar Fersen:
| ” | När vi voro några steg ridne, bad jag honom stiga av hästen, emedan det vore mot respekten att rida konungen till mötes. Han steg genast av och gav hästen till sin adjutant. Jag presenterade honom för konungen, som tilltalade honom nådigt för den goda ordning, han hållit med sitt folk under marschen. | „ |

Kungen förklarade därpå att han ville rida utmed hela truppen och bese den. När han återvände talade han med dalkarlarnas anförare och meddelade dem att freden redan var sluten. Dagen före intåget hade det nämligen kommit underrättelse att ryssarna vid fredskongressen i Åbo lovat återlämna större delen av Finland, med villkor att kejsarinnan Elisabets skyddsling, Adolf Fredrik, valdes till tronföljare. Kungen lovade, att om bönderna skickade några representanter in i staden till honom, skulle han lyssna på deras klagomål. Det gick de först med på och lovade göra halt där de stod. Men när kungen lämnat platsen började det pratas om att talet om freden bara var en fint att hindra dem från att rycka in i huvudstaden och hålla räfst. Snart var bönderna på marsch mot Norrtull under krigsmusik och flygande fanor.
Upprorsmännen hejdades för en stund av de trupper som stod uppställda vid vägen till Norrtull, men då dessas befälhavare, Carl Otto Lagercrantz, fått stränga order av kungen att inte bruka våld, kunde bönderna obehindrat tränga sig in bland soldaterna och ta med sig kanonerna, som stått uppställda så att de kunde bestryka vägen. På Gustav Adolfs torg gjorde bondeskarorna halt, placerade sin högvakt mitt emot den kungliga högvakten, satte ut vaktposter vid de angränsande gatorna och inkvarterade sig själva i de närbelägna husen.
Följande dag anordnades sammanträde mellan ombud för dalkarlarna och de fyra ståndens talmän samt åtskilliga andra riksdagsmän. Men upprorsmakarna ropade att freden bara var påhittad, och att generalerna borde straffas, och samtalet fick avbrytas.
Den 22 juni omgavs Norrmalmstorg (nuvarande Gustaf Adolfs torg) med trupper och kungjordes, att de dalkarlar som inte före kl. 5 nedlagt vapen, skulle behandlas som förrädare. Dalkarlarna började emellertid samlas på torget. Västgöta kavalleriregemente ryckte fram mot Dalkarlarna. En beriden officer öppnade eld mot dalkarlarna. Upplands och Västmanlands infanteriregementen som stod grupperade vid torget beordrades att öppna eld mot bönderna, men vägrade lyda order. Överste Carl Otto Lagercrantz lät sitt Älvsborgs regemente öppna eld. Kring 150 dalkarlar dödades, och mer än 3 000 togs till fånga. Schedin och Wrangel hade blivit gripna redan före striden. Runt 40 soldater dog i striderna. 

## På andra håll

### Bullret i Köping
I Köpingstrakten samlades allmogen 19 juni i sockenstugor för att besluta om deltagande i Dalupproret, Erik Persson i Heljesta utsågs till böndernas talesman. Argumenten gick främst ut på att herrarna måste kväsas och generalerna straffas. Kronobefallningsmannen lyckades dock hindra dem från att marschera iväg till Stockholm. 24 juni hölls ett nytt möte vid Tingshögen Hushagen i Köping, med omkring 500 deltagare. Häradshövdingen von Christiersson försökte lugna de församlade och informerade om freden med Ryssland. Under mötets gång anlände kapten Svedenstjerna från Stockholm och berättade om att Dalaupproret besegrats. Han misshandlades och kallades lögnare. Efterhand förstod man dock att det hela var sanning. Man beslutade då att sända en delegation i stället för trupper. Landshövdingen i Västerås hann dock i fatt delegationen och fick den att vända om.

### Roslagen
Roslagen hade delegater i dalkarlarnas första deputation i Stockholm 8 mars 1743. Vid tiden för dalkarlarnas inmarsch i Uppland gick en budkavle genom Vallentuna härad, allmogen tågade till Rotebro där kronobefallningsmannen och länsmannen arresterades. Man föreslog att ta ut fyra man per rote ”mot Ryssarna”, om man planerat att gå mot Stockholm är oklart. Efter freden med Ryssland 21 juni avstannade rörelsen, man sände dock deputationer från Roslags-Bro och Estuna socknar. De arresterades dock vid Stocksund 22 juni.

### Södermanland
25 juni nåddes Vingåker av rykten om att Västerdalsarmén intagit Örebro och var på väg mot Södermanland. Man beslutade då att sända två man från varje gård att delta i dalkarlsstyrkan. Man beräknade att bryta upp 30 juni. Man sände även budkavel vidare till grannsocknarna. 28 juni träffades hela Askers härad vid Hummelstad, där man gav sitt stöd för upproret. 29 juni nåddes man av besked om dalkarlarnas nederlag, och beslutade att i stället sända en delegation till Stockholm, där man krävde straff för de som orsakat kriget, skattelättnader för allmogen och att dalkarlarna skulle släppas fria. Delegationen föredrogs för rådet 12 juli.

### Gästrikland
En budkavle skickades även kring i Gästrikland och manade till en samling i Bäck 27 juni 1743, för att sända två man från varje socken till Stockholm ”emedan dalelaget där äro, att göra med dem ett påstående och hålla enhälligheten”. Landshövdingen Erik Odelström uppsnappade dock en budkavel och infann sig i Bäck med militär trupp. Genom hans förmaning blev delegationen till Stockholm inställd.

### Västergötland
Delegationer från Marks, Kinds, Vedens och Bollebygds härader sändes samtidigt med dalkarlarna till Stockholm, dock utan någon upprorsavsikt. Den verkligt hätska stämningen uppkom i juli, då man talade om att tåga till Stockholm för att hämnas dalkarlarna.
Enstaka uppror förekom även på andra håll, dagsverksstrejker förekom bland annat i Halland och Västergötaland, även från Öland och Åland skickades delegationer till Stockholm, protester mot soldatutskrivningar förekom i Kronobergs län 1742. I Göteborg protesterade 23 juni 1743 handlarna Anders Drake och Olof Wengren mot kriget, underhållet till stadens riksdagsmän som de menade inte representerade stadens intressen och framförde även sin åsikt att danske kronprinsen borde väljas till tronföljare och gav dalkarlarna sitt stöd. De fick stöd för sina åsikter i ett möte vid råden. Drake arresterades i september, men på grund av våldsamma protester släppets han våren 1744, men arresterades på nytt 1747.

## Efterspelet
Svea hovrätt dömde Schedin, Skinnar Per Andersson och fyra andra av huvudmännen till döden. Wrangel insattes på Varbergs fästning, men fick nåd 1751. Jöns Landberg från Färnebo socken rymde till Norge och sammanstrålade med kapten Gyllenspetz. Då Gyllenspetz hade tröttnat på livet som landsflykting begav han sig tillbaks till Sverige för att ansöka om tillgift hos regeringen. Vid återvändandet lurade han med sig Jöns. Väl i Sverige blev Jöns sedermera angiven och dömdes till fängelse. Även några andra straffades, mer eller mindre hårt; men de flesta sändes hem sedan deras sockenbor bett om benådning för dem och avgivit en trohetsförsäkran. Många hade dessförinnan i de överfyllda fängelserna bortryckts av härjande farsoter. Även i andra landsändar hade bonderesningar varit på väg att utbryta, men de avstannade småningom efter dalkarlarnas nederlag.
För att förhindra framtida samlingar av allmogeskaror utfärdade regeringen den 1 juni 1743 en "förordning angående budkavlars utskickande och omkringbärande i landsorterne". Den som transporterade sådana budkavlar skulle, om det var en man, "avstraffas med 40 par spö, try slag av vart paret, och sedan försändas till något kronans häkte eller smedja att där arbeta i 6 års tid, och om det är en kvinnsperson, avstraffas med 30 par ris och sedan arbeta på nästa arbets- eller tukthus i 6 års tid; och skall i sådane mål ingen ursäkt av föreburen räddhåga eller okunnighet gälla". Samma straff drabbade den husbonde eller matmor som använde minderåriga för att fortskaffa budkavlen. I sådant fall skulle barnen också "vid tingsrätten med ris allvarliga agas". Den som fick kännedom om att dylik budkavle eller befallning höll på att utsändas var skyldig att anmäla saken och ange upphovsmannen hos närmaste kronobetjänt. Angivaren belönades i sådant fall med 100 daler s. m.